# Buc (Territoire de Belfort)
Buc (Duits: Birr) is een gemeente in het Franse departement Territoire de Belfort (regio Bourgogne-Franche-Comté) en telt 312 inwoners (1999). De plaats maakt deel uit van het arrondissement Belfort. In het Elzassisch of het Duits heette de plaats vroeger Birr.

## Geografie
De oppervlakte van Buc bedraagt 2,4 km², de bevolkingsdichtheid is 130,0 inwoners per km².
De onderstaande kaart toont de ligging van Buc (Territoire de Belfort) met de belangrijkste infrastructuur en aangrenzende gemeenten.

## Demografie
Onderstaande figuur toont het verloop van het inwonertal (bron: INSEE-tellingen).